# نصب علماء الفلك
نصب علماء الفلك أمام مرصد جريفيث في لوس أنجلوس، كاليفورنيا هو عمل فني لصفقة جديدة تم إنشاؤه تحت رعاية مشروع الأشغال العامة للفنون. يكرم التمثال الخرساني الكبير في الهواء الطلق عمل ستة فلكيين عظماء وهو أحد معالم منتزه غريفيث بحد ذاته.
يكرم نصب علماء الفلك ستة من أعظم علماء الفلك في كل العصور: أبرخش (150 قبل الميلاد) ونيكولاس كوبرنيكوس (1473-1543) وغاليليو غاليلي (1564-1642) ويوهانس كيبلر (1571-1630) وإسحاق نيوتن (1642-1727) وويليام هيرشل (1738-1727).